# Jérémie Makiese
Jérémie Makiese (Anvers, 15 de juny del 2000) és un cantant belga. Representarà Bèlgica en el Festival de la Cançó d'Eurovisió 2022.
Makiese va néixer a Anvers de pares congolesos i es va mudar a l'edat de sis anys a Brussel·les. Va guanyar el 2021 la novena temporada de The Voice Belgique, la versió francòfona de The Voice. El setembre del 2021, la RTBF va anunciar que Makiese representarà Bèlgica en el Festival de la Cançó d'Eurovisió 2022 que se celebrarà a Torí, Itàlia.
A part de ser cantant, també està actiu com a futbolista. És porter al club Excelsior Virton, que juga a la segona divisió belga.